# Rosita Mauri
Rosita Mauri, nome completo María Isabel Amada Antonia Rosa Mauri Segura (Palma di Maiorca, 15 settembre 1850 – Parigi, 3 dicembre 1923), è stata una ballerina e coreografa spagnola.

## Biografia
Rosita Mauri era figlia del maestro di balletto e coreografo catalano Pedro Rafael Jaime Mauri il quale, fin dalla sua infanzia, la addestrò per raggiungere la celebrità. È cresciuta a Reus (a volte rivendicata come suo luogo di nascita) e ha iniziato la sua carriera di ballo nel 1865. La sua ascesa per diventare una delle principali ballerine d'Europa iniziò nel 1877, quando il compositore francese Charles Gounod la vide ballare al Teatro alla Scala di Milano; ha quindi convinto l'Opéra national de Paris a coinvolgerla e ha debuttato nella Polyeucte di Gounod l'anno successivo, divenendo prima ballerina. Dopo essersi ritirata dalla danza a tempo pieno, insegnò alle future generazioni di ballerini alla "Classe di perfezione" del Balletto d'Opera tra il 1898 e il 1920. Alla sua morte nel 1923, fu sepolta nel cimitero di Montparnasse, il cui nome sulla sua tomba venne indicato come Isabel Amada Rosita. L'Accademia di Danza Rosita Mauri di Barcellona prende il nome da lei nel 1978, e Reus ospita una competizione internazionale di danza in suo nome, il Premio internazionale di danza Rosita Mauri dal 2002.
A causa della sua natura calorosa, Rosita Mauri era una delle preferite nei circoli artistici. Il poeta François Coppée creò per lei il popolarissimo balletto La Korrigane, eseguito per la prima volta nel 1880 con musiche di Charles-Marie Widor e coreografie di Louis Mérante. Fu seguito nel 1885 da Jules Massenet, che creò il balletto nella sua opera Le Cid appositamente per lei. Dopo aver visto la sua esecuzione con i suoi capelli lunghi neri sciolti nel ruolo del protagonista de Les Deus Pigeons di André Messager l'anno successivo, il poeta Stéphane Mallarmé ha scritto quanto fosse impressionato dalla sua animalità ritualizzata (sa divination mêlée d’animalité).
Rosita Mauri è stata spesso interpretata da artisti, tra i quali Edgar Degas, Édouard Manet, Auguste Renoir, Léon Bonnat, Léon Comerre, Anders Zorn e Ludovic-Napoléon Lepic. È stata anche scolpita da Denys Puech, Laurent Marqueste ed Eusebi Arnau. Il fotografo Nadar ha realizzato i suoi ritratti durante la sua carriera.
Un altro lato del suo temperamento artistico era la sua irascibilità. C'è un aneddoto secondo cui rifiutò di mangiare caviale perché lo zar si era rivolto a parlare con un compagno durante una delle sue esibizioni. Secondo un'altra voce ad aver sofferto per lei era il giornalista e politico francese Antonin Proust, che aveva precedentemente studiato arte con il suo amico d'infanzia Édouard Manet ed era stato per un breve periodo Ministro delle arti (1881-1882); nel marzo del 1905, Proust si sparò due giorni dopo aver cenato con Rosita Mauri, secondo alcuni documenti a seguito di litigi con lei.
È sepolta nel Cimitero di Montparnasse.

## Riferimenti
Rosita Mauri appare come uno dei personaggi secondari nel film d'animazione del 2016 Ballerina, doppiata nella versione italiana da Giò Giò Rapattoni.

## Galleria d'immagini

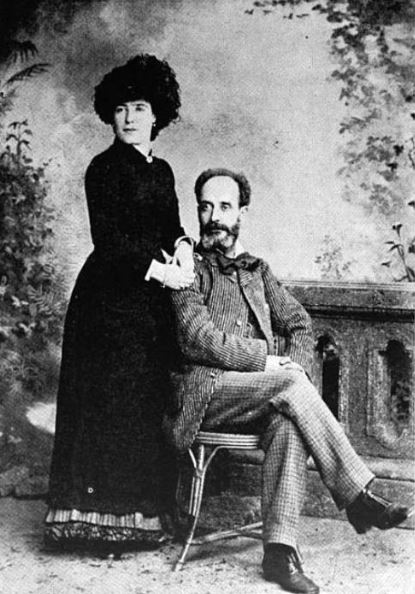
Rosita Mauri insieme al padre Pedro
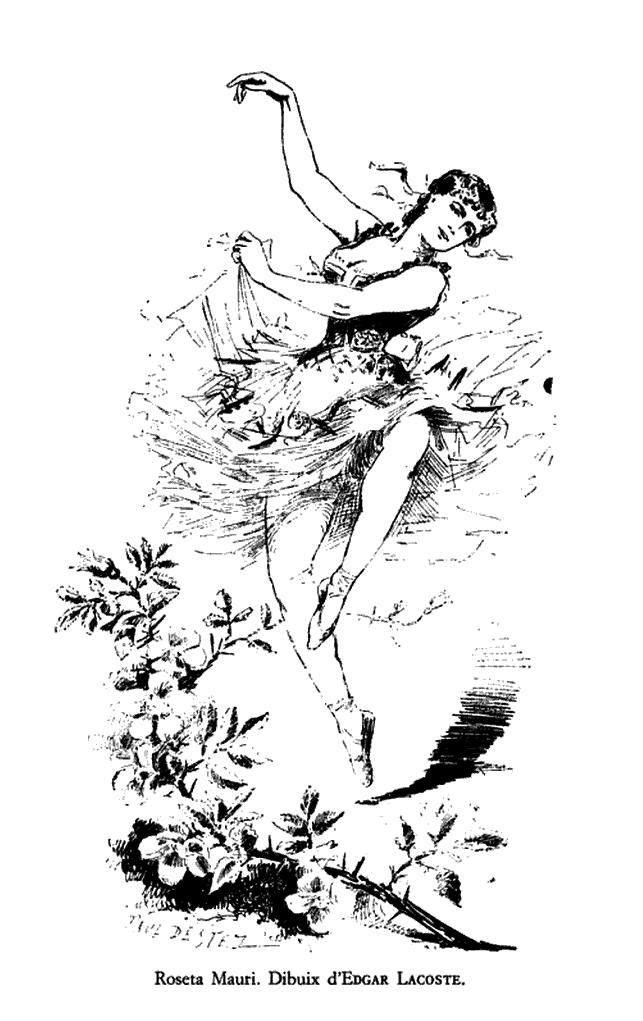
Disegno di Edgar Lacoste (1875)
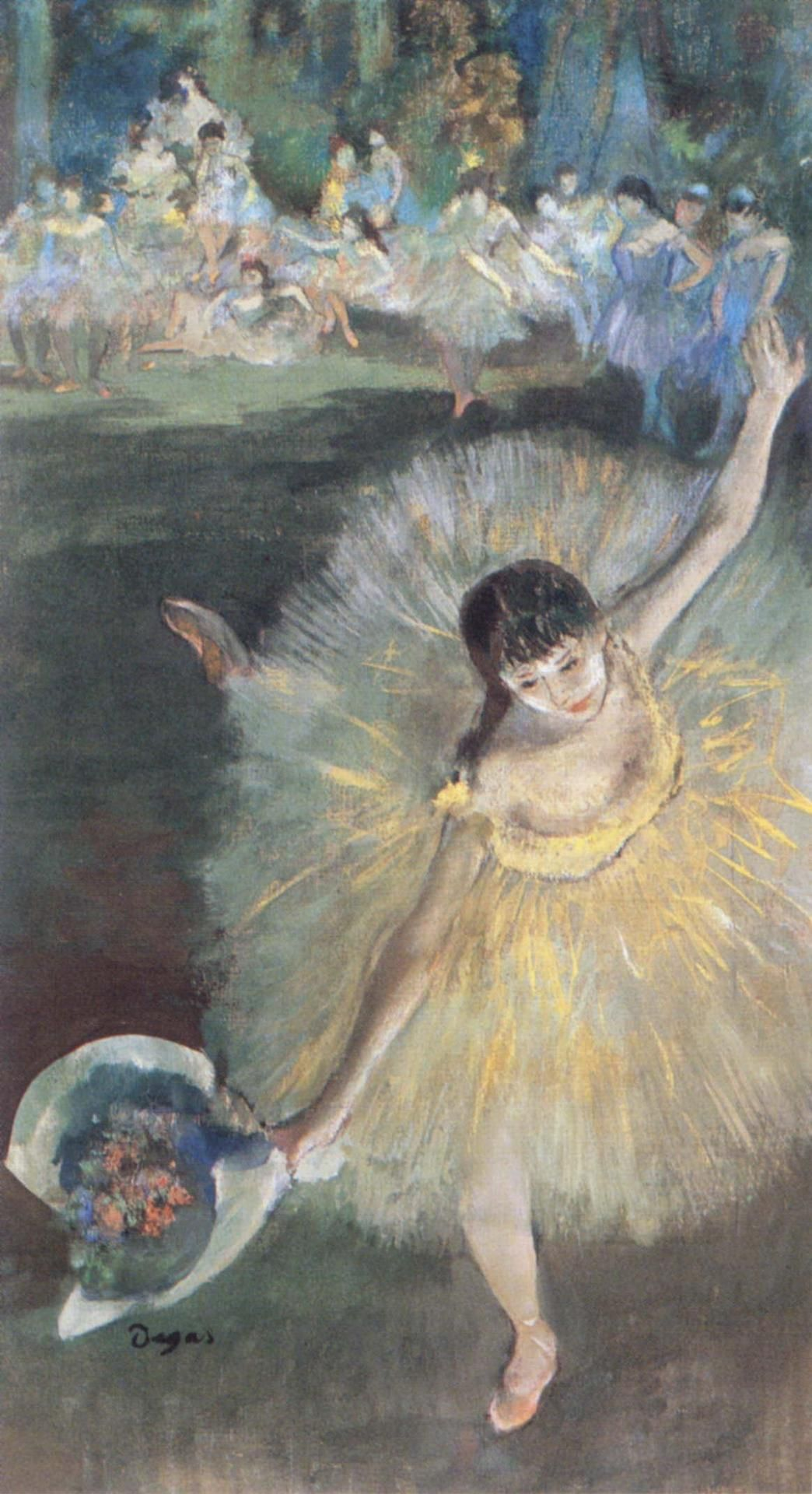
Ballerina con bouquet, dipinto di Edgar Degas (1877)
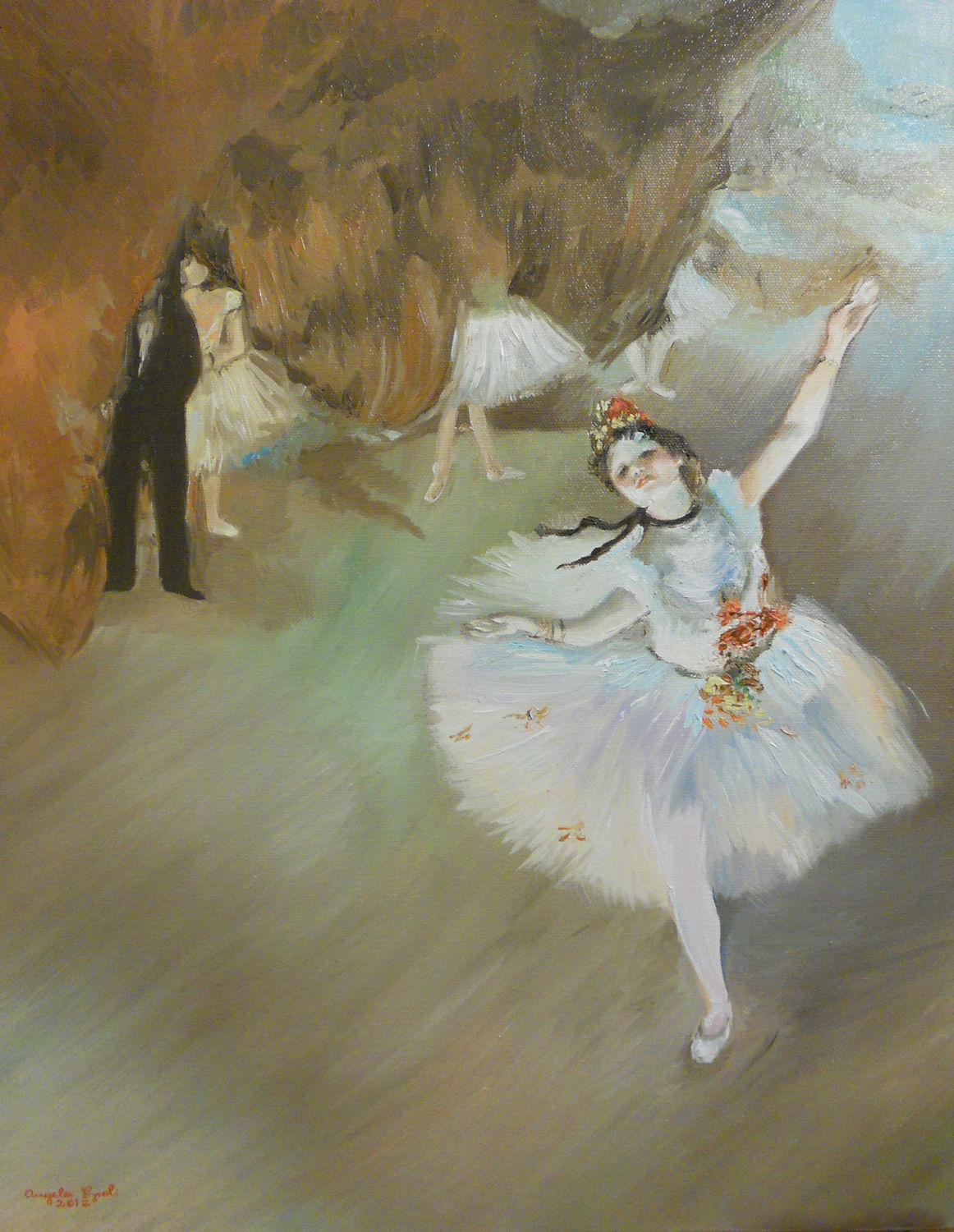
L'Étoile, dipinto di Edgar Degas (1878)
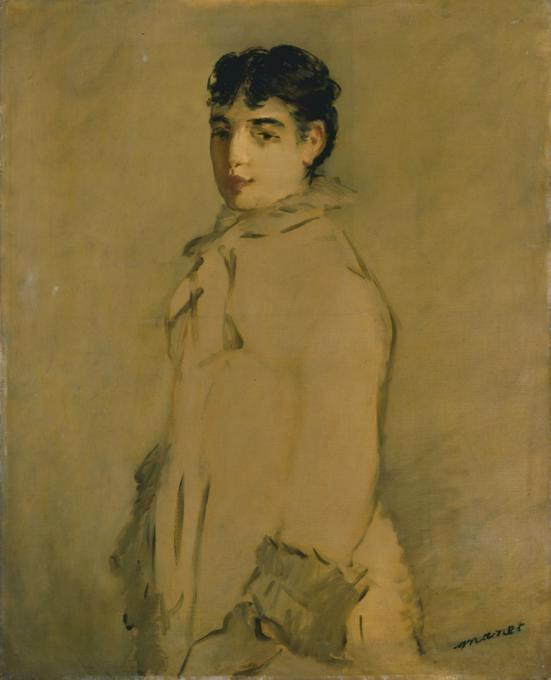
Jeune femme en rose, dipinto di Édouard Manet (1879/1880)
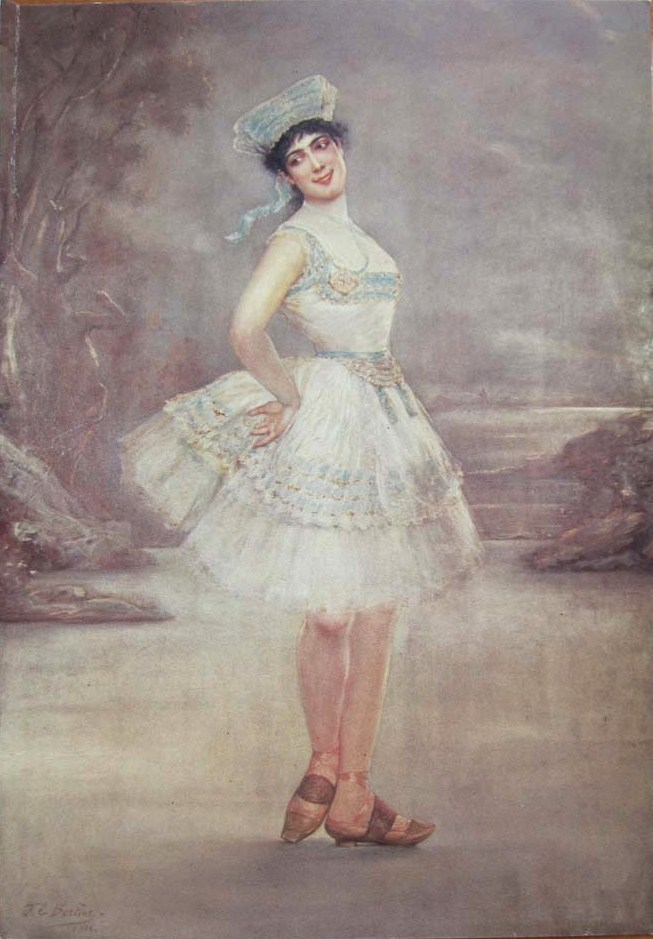
Rosita mentre si esibisce in La Korrigane, dipinto di autore ignoto (1888)
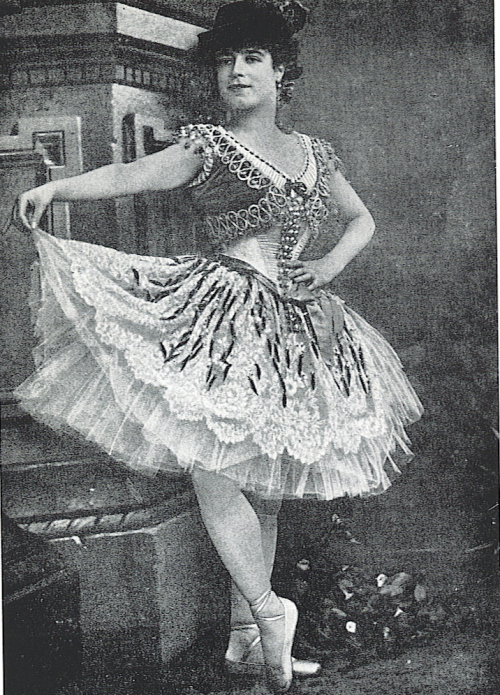
Rosita mentre si esibisce in Le Cid (1885)
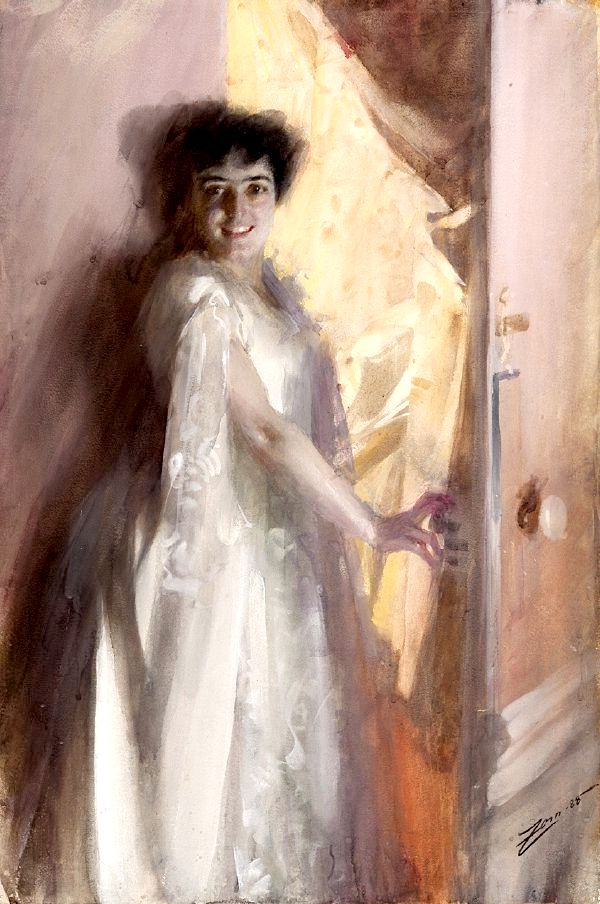
Ritratto di Rosita Mauri, dipinto di Anders Zorn (1888)
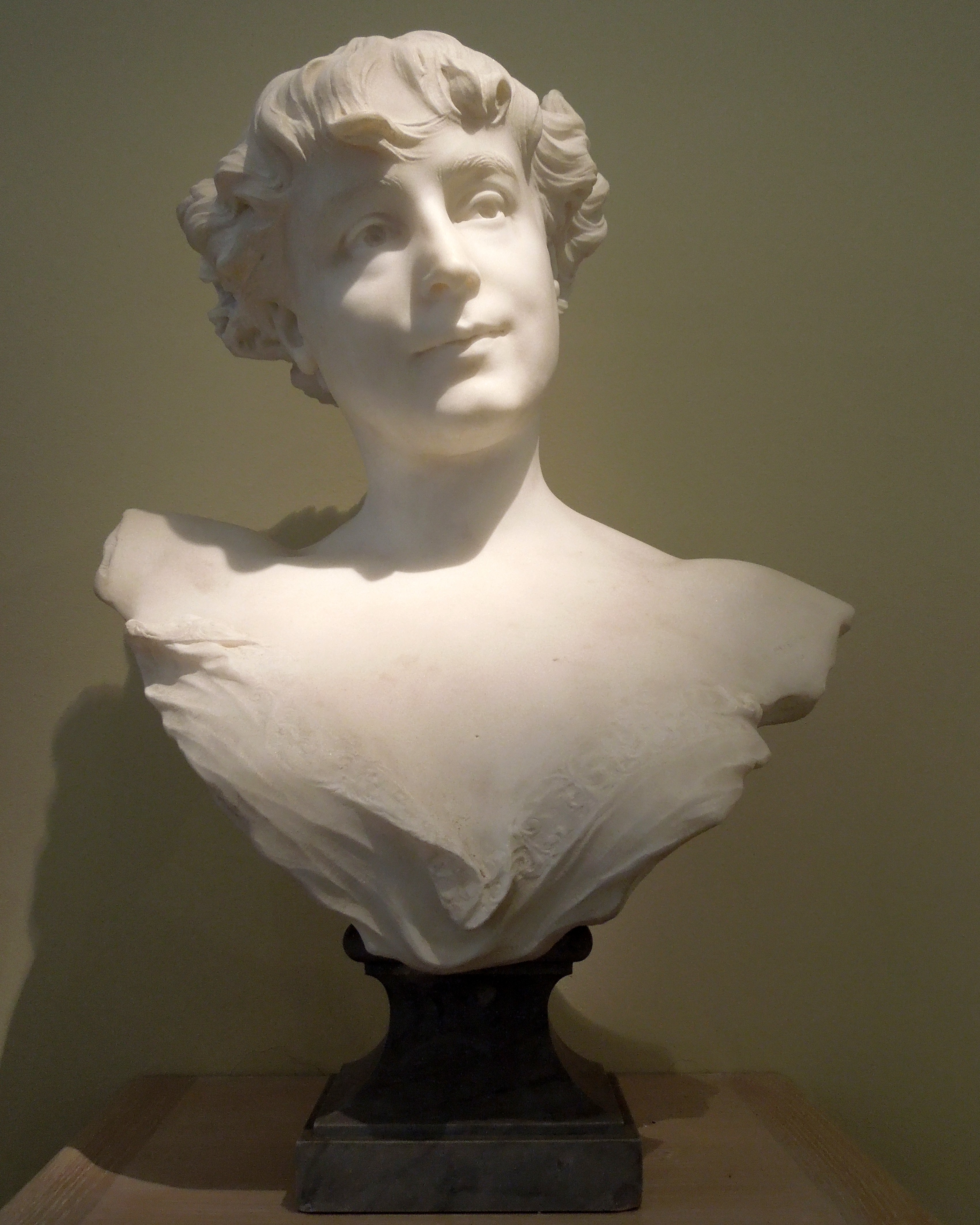
Scultura di Denys Puech (1900)
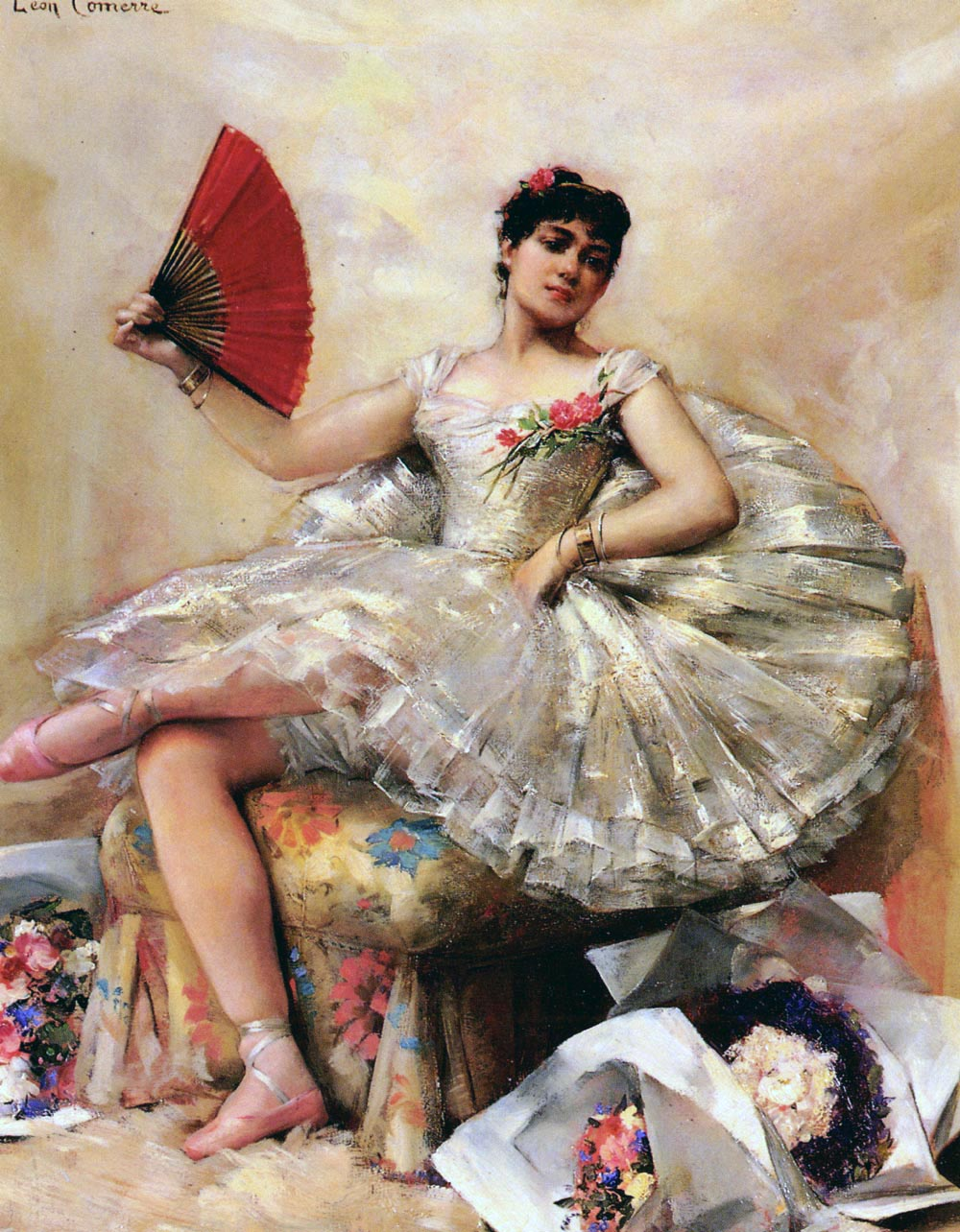
Ritratto della ballerina Rosita Mauri, dipinto di Léon Comerre